# Chiesa Nuova (Delft)
La Chiesa Nuova (in olandese: Nieuwe Kerk) è il maggior edificio di culto, di confessione protestante, della città di Delft, nei Paesi Bassi.
Sorge sul centrale Markt, Piazza del Mercato, di fronte al municipio cittadino.
Nel 1584 Guglielmo I d’Orange fu qui sepolto in un mausoleo progettato da Hendrick e da Pieter de Keyser e da allora i membri della Casa d'Orange-Nassau vengono inumati nella cripta reale. Gli ultimi due sono stati nel 2004 la regina Giuliana dei Paesi Bassi regnante dal 1948 al 1980 e suo marito il principe consorte Bernardo. La cripta reale non è aperta al pubblico.
Il suo campanile, con i 108,45 metri d'altezza, è la torre più alta dei Paesi Bassi dopo quella del Duomo di Utrecht.

## Storia e descrizione

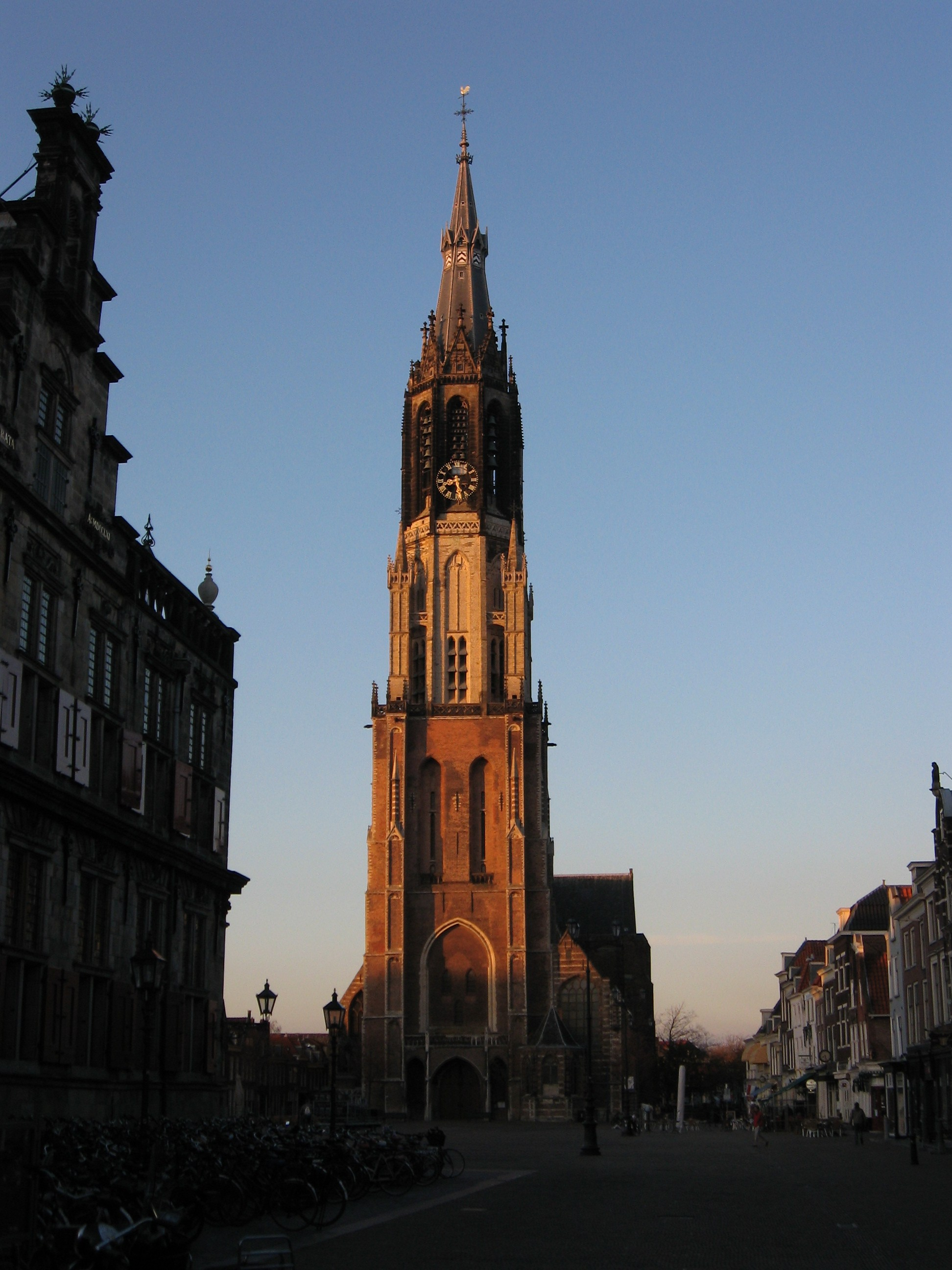
La Chiesa Nuova sul Markt.

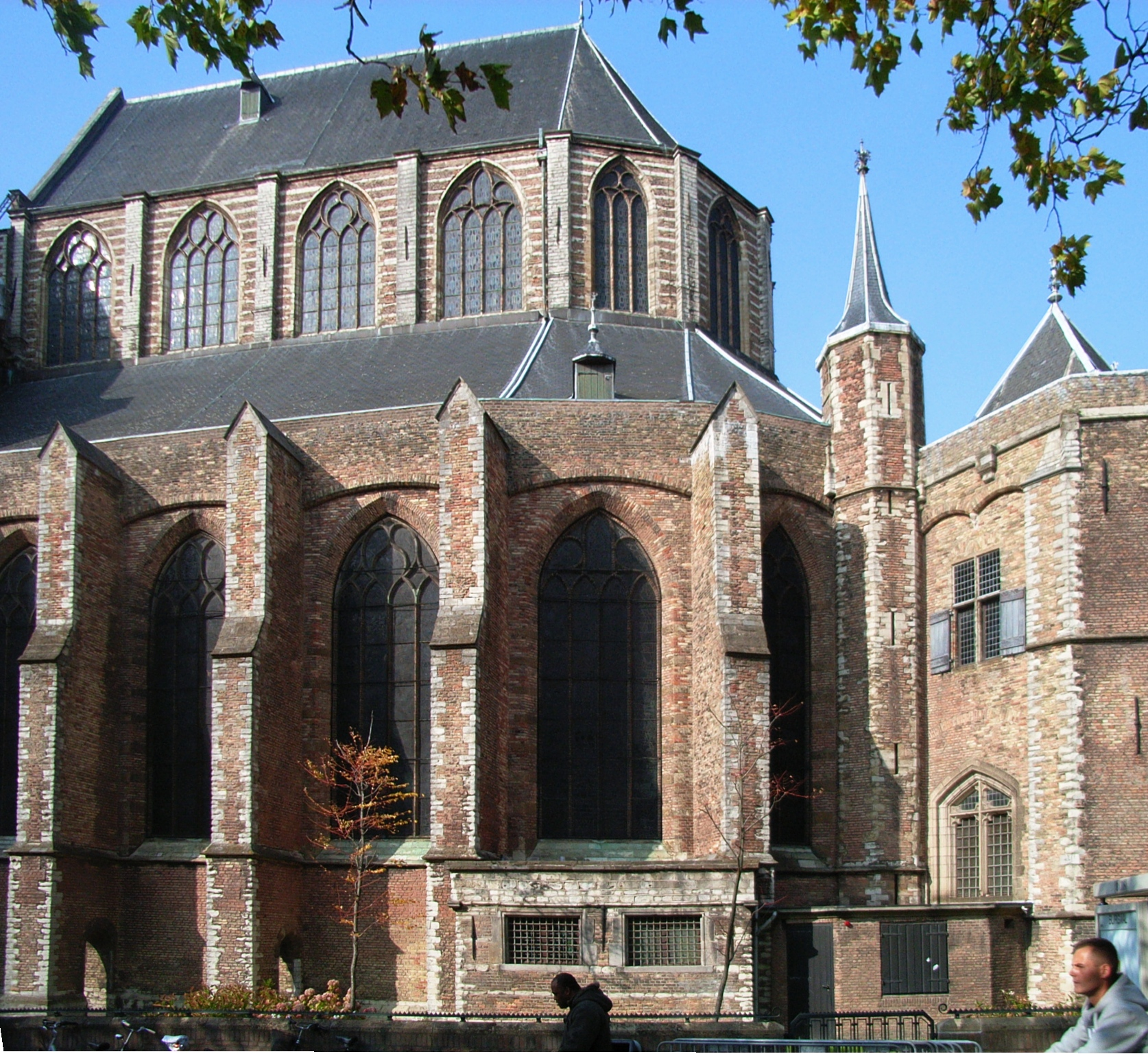
Veduta esterna del Coro.

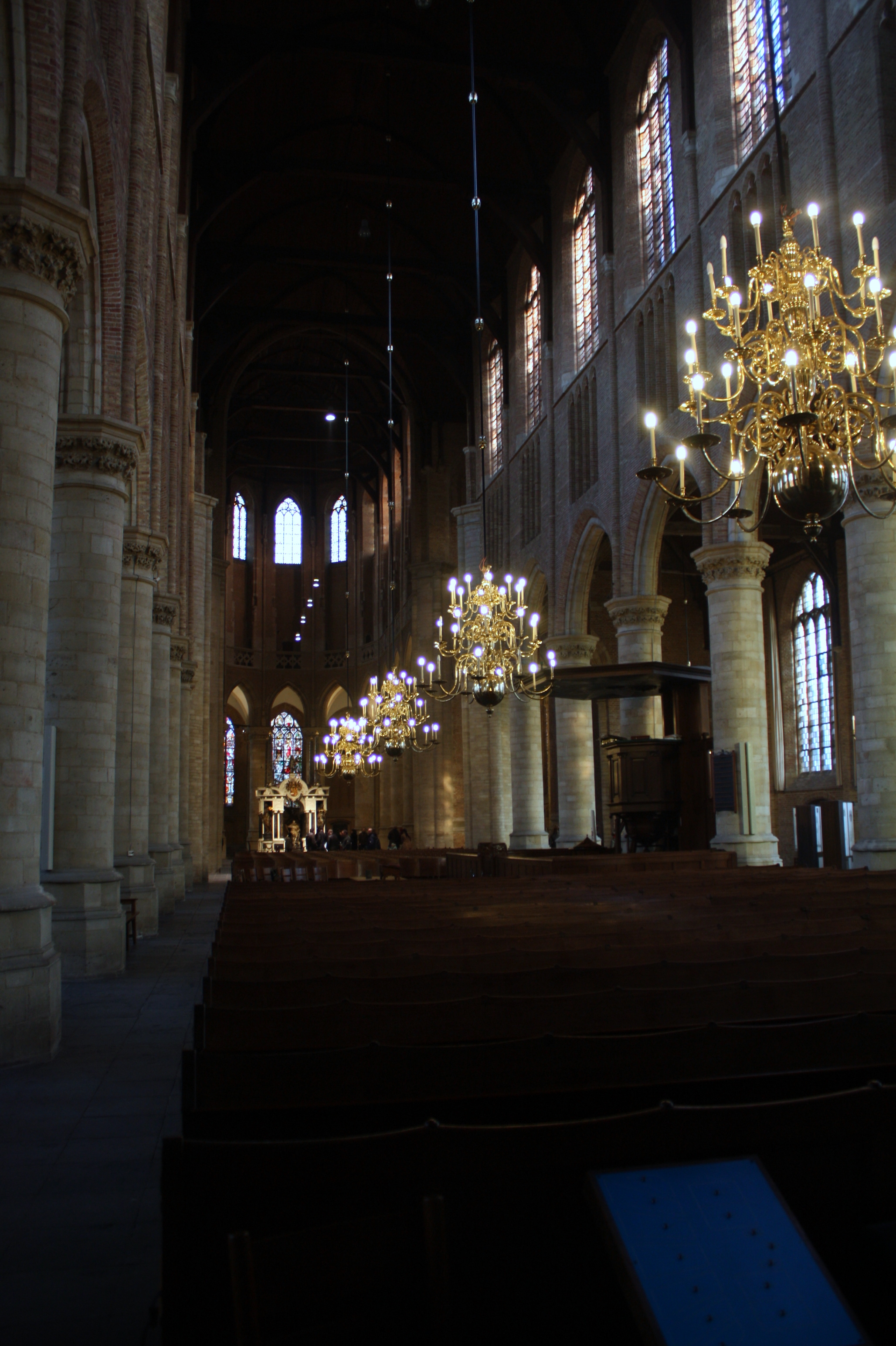
Veduta dell'interno.

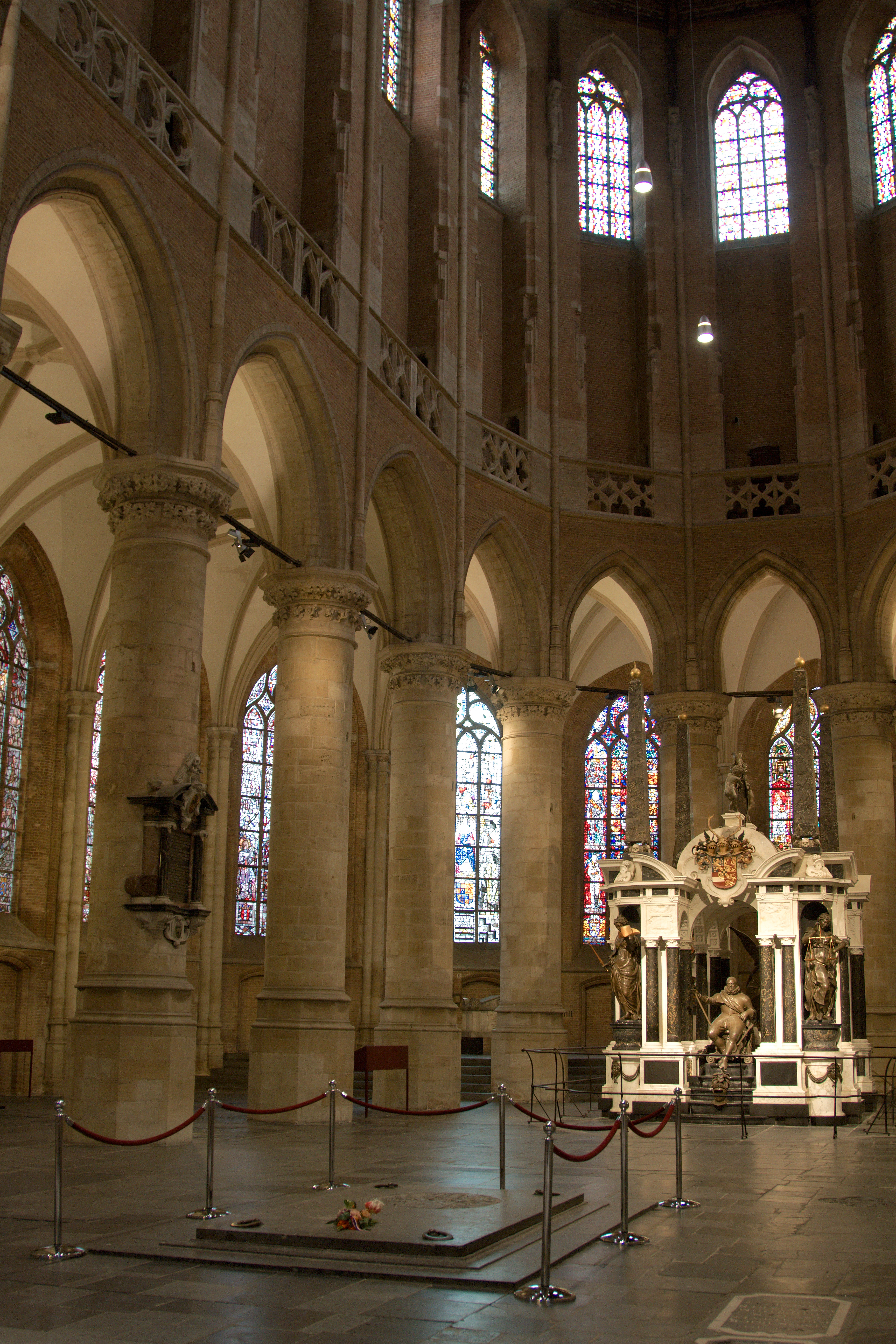
Veduta del Coro, con sullo sfondo la tomba di Guglielmo il Taciturno.

### Origini leggendarie
Nel 1351 un mendicante di nome Symon sedeva al suo solito posto sul Markt quando un certo Jan Col gli offrì qualcosa da mangiare. In quel momento i due videro il cielo aprirsi in direzione del dell'allora presente patibolo, e videro apparire una chiesa dorata, dedicata a Maria. Simone morì poco dopo, mentre Jan Col ebbe la stessa visione per trent'anni. Iniziò subito a fare pressione sul Consiglio Comunale affinché costruisse una chiesa in quel punto del Markt, e infine, nel 1381 venne accolta la sua richiesta.

### Prima basilica
Nel 1381 venne iniziata la costruzione della seconda chiesa parrocchiale di Delft, detta Chiesa Nuova poiché lungo sul canale dell'Oude Delft vi era già un’altra chiesa, dedicata a Sant’Ippolito, che da allora venne detta Chiesa Vecchia.
L'edificio, con pianta basilicale, venne eretto in legno con tetto di paglia e dedicata a Maria.

### Edificio gotico
L'11 agosto 1384 venne posata la prima pietra per l'edificazione di una nuova, grande chiesa. L'edificio in stile gotico, questa volta in pietra, doveva avere una pianta a croce latina, e la sua costruzione iniziò dal coro con deambulatorio. Nel 1393 si procedette all'elevazione del transetto; il 6 settembre 1396, quattro consiglieri della città posarono la prima pietra per la costruzione della torre sulla facciata. Nel XV secolo, l'architetto Jacob van der Bosch, già attivo nella costruzione del Duomo di Utrecht, lavorò al piedicroce smantellando man mano la vecchia chiesa di legno. Nel 1420 le navate erano terminate, e nel 1496, esattamente 100 anni dopo l'inizio della costruzione, anche il campanile venne ultimato. Il nuovo edificio venne consacrato a Sant'Orsola. La chiesa già si presentava nelle forme attuali con un interno diviso in tre navate su pilastri rotondi, finto triforio e cleristorio aperto da polifore. Secondo la tradizione olandese, tutte le volte, ad eccezione di quelle del deambulatorio, presentavano una copertura in legno.

### Devastazioni e restauri
Quando il 3 maggio 1536 un fulmine colpì la guglia del campanile, si sviluppò un incendio di tale gravità che metà della città andò in fiamme. L'incendio danneggiò notevolmente la chiesa, che perse la punta della torre con le campane, l'organo e gran parte delle vetrate istoriate. 
L'edificio venne subito restaurato, ma nel 1566 e nel 1572 l'edificio subì la furia dell'iconoclastia che distrusse tutti gli altari, le decorazioni e i mobili cattolici, e intonacarono le pareti in calce bianca. Solo il pulpito del 1548 venne risparmiato.
Il 12 ottobre del 1654, a causa dello scoppio improvviso della polveriera sita nei pressi del Paardenmarkt (piazza del Mercato dei Cavalli), ove erano contenute circa 90.000 libbre di polvere da sparo, Delft fu devastata. La stessa Chiesa Nuova ne risentì, subendo ingenti danni alle strutture parietali e perdendo i tetti insieme a gran parte delle vetrate. La ricostruzione della città e la risistemazione della chiesa furono resi possibili in tempi rapidi grazie a una colletta cui dettero il proprio contributo determinante i comuni limitrofi.
Un altro grande restauro risale agli anni '30 del Novecento, quando venne rimosso l'intonaco e si rinforzarono le fondamenta con l'impianto di pali in cemento. 
L'ultimo intervento è quello che venne eseguito a partire dal 2003.

## Torre

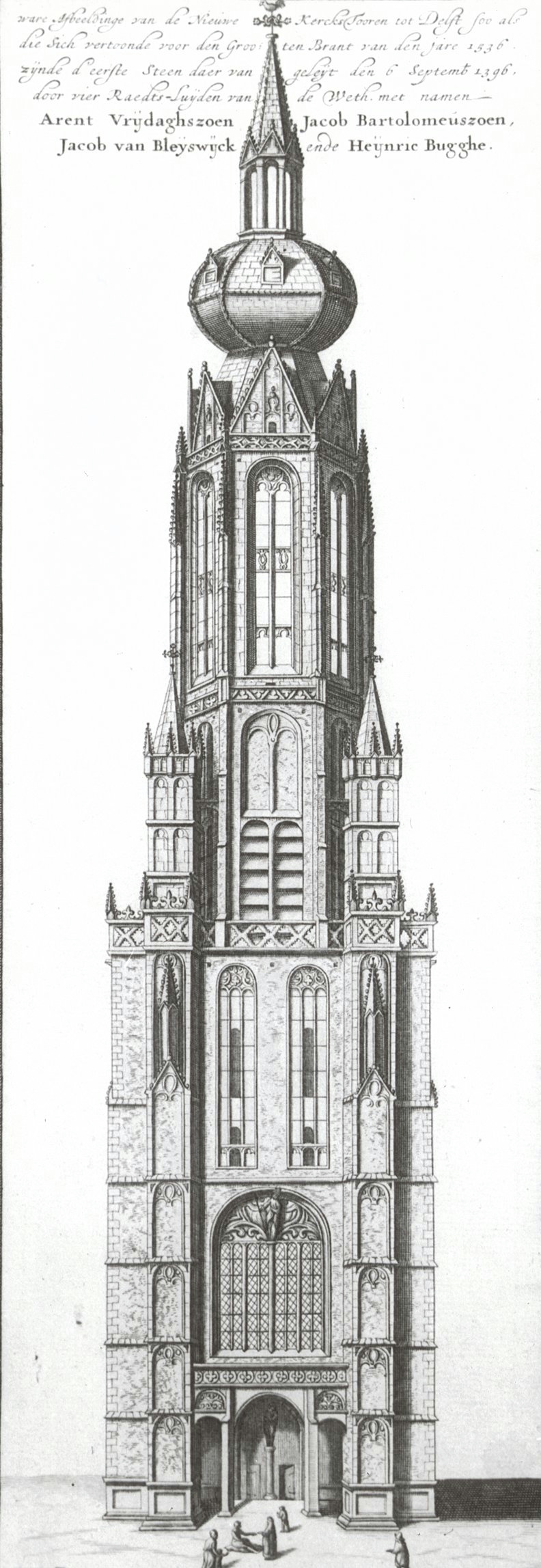
La torre così come si presentava nel 1536, in un'antica stampa.

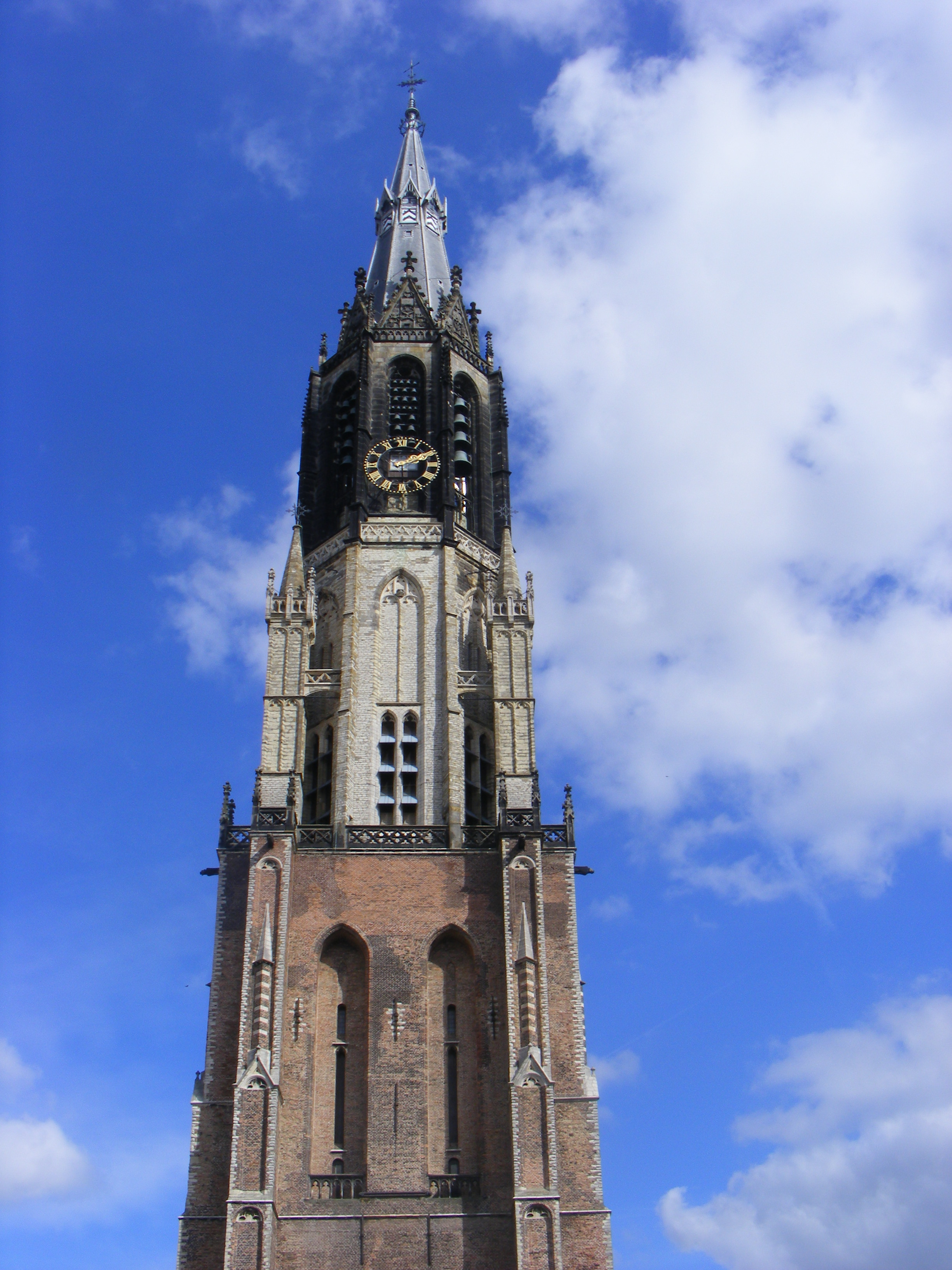
La torre nel suo aspetto attuale.

Il campanile, iniziato nel 1396, fu completato esattamente cento anni più tardi, nell'anno 1496. Sulla sommità si installò una gigantesca mela, simbolo dell'infinito.
Nel 1536 un fulmine distrusse tutta la parte alta della torre, causando un incendio che si propagò nella chiesa e in gran parte della città. La punta fu sostituita con una nuova, stavolta senza mela.
Nel 1586 gli scienziati Simone Stevino e Jan Cornets de Groot (padre del giurista Ugo Grozio) effettuarono le famose prove di caduta. Con due palle di piombo, una dieci volte più pesante dell'altra, gli scienziati dimostrarono che oggetti leggeri e pesanti di uguali dimensioni cadono alla stessa velocità.
Nel 1660 si decise di installare nella Chiesa Nuova un Carillon di campane. Il fonditore François Hemony realizzò una serie di 36 campane, suddivise in tre ottave, la più pesante delle quali è di 3410 kg. Hemony utilizzò il metallo del carillon del Municipio, gravemente danneggiato da un incendio nel 1618. In seguito lo strumento venne incrementato, una prima volta con l'aggiunta di due campane da parte del fratello di François, Pieter, e, trecento anni più tardi, con l'aggiunta di altre dieci, in occasione del restauro curato dalla Royal Eijsbouts, la più grande fabbrica di campane del mondo. In tutto, oggi il carillon della Nieuwe Kerk conta 48 campane, divise in quattro ottave.
Alla fine del XIX secolo un altro fulmine colpì la torre, che venne restaurata nel 1872, quando l'architetto Pierre Cuypers progettò l'attuale guglia e la costruì utilizzando l'arenaria di Bentheimer. Questa pietra si scurisce a causa delle piogge acide.
La torre, con la sua altezza di 108,75 metri, è la seconda del Paese dopo quella del Duomo di Utrecht.

## Tombe degli Orange-Nassau

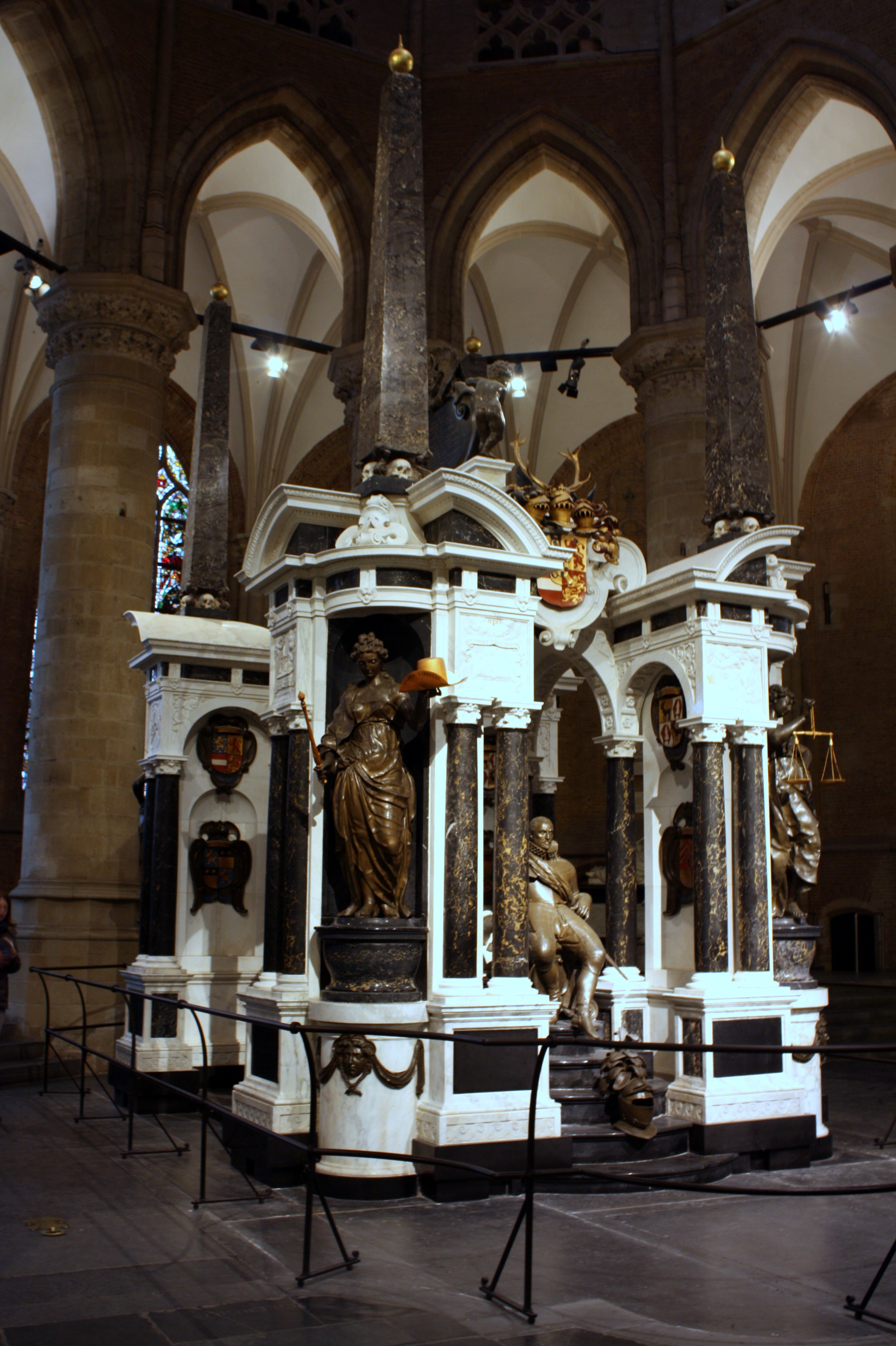
Mausoleo di Guglielmo il Taciturno.

Durante la Guerra degli ottant'anni gli Orange-Nassau avevano fissato la loro base a Breda, feudo storico e necropoli del Casato di Nassau. Tuttavia quando Guglielmo il Taciturno venne assassinato a Delft il 10 luglio del 1584, Breda era nelle mani degli Spagnoli, così si dovette trovare un altro luogo di sepoltura e, siccome Delft era la residenza di Guglielmo, la scelta ricadde sulla locale Chiesa Nuova.
Da allora, tutti i membri della Casa d'Orange e della Casa d'Orange-Nassau vennero sepolti nella cripta della Chiesa Nuova, mentre la maggior parte degli antenati erano stati inumati nella Chiesa Grande di Breda. La cripta, a tal fine notevolmente ampliata nel corso del tempo, accoglie il principe-consorte Bernhard van Lippe-Biesterfeld, qui posto l'11 dicembre 2004.

### Tomba di Guglielmo il Taciturno
Gli Stati Generali della Repubblica delle Sette Province Unite commissionarono un monumentale mausoleo per il principe e padre della patria, Guglielmo il Taciturno, al famoso architetto e scultore Hendrick de Keyser il Vecchio. 
Il De Keyser disegnò e realizzò una struttura a baldacchino in marmo bianco e nero da cui svettano quattro grandi obelischi sormontati da globi dorati. Nelle nicchie sugli angoli vi sono le quattro statue bronzee della Giustizia, della Fortezza, della Libertà e della Religione. 
Una statua, anch'essa in bronzo, del principe seduto è collocata nell'arcata davanti del monumento, mentre un'altra di lui giacente, in marmo bianco, si trova all'interno della struttura.